# Кукелберг
Кукелберг (на нидерландски: Koekelberg; на френски: Koekelberg) е селище в Централна Белгия, една от 19-те общини на Столичен регион Брюксел. Населението му е около 18 200 души (2006).
В Кукелберг, най-малката по население община на Брюксел, се намира базиликата Сакре Кьор, една от най-големите католически църкви в света.

## Побратимени градове
- Йер, Франция